# Diana Bacosi
Diana Bacosi (Città della Pieve, 13 juli 1983) is een Italiaans sportschutster, actief in het kleiduivenschieten, meer bepaald in het onderdeel skeet. Ze nam eenmaal deel aan de Olympische Zomerspelen en behaalde hierbij één olympische titel.

## Carrière
Bacosi wonin haar loopbaan diverse medailles in de teamcompetities skeet op de Europese kampioenschappen en wereldkampioenschappen. Op de Europese Spelen 2015 in Baku was ze goed voor de zilveren medaille in het skeet. Op de Olympische Zomerspelen 2016 won Bacosi de olympische titel op het onderdeel skeet. 

## Resultaten

### Internationale toernooien
| Jaar | Olympische Spelen | Wereldkampioenschappen      | Europese kampioenschappen    | Europese Spelen |
| ---- | ----------------- | --------------------------- | ---------------------------- | --------------- |
| 2004 | geen deelname     |                             | 16e skeet · skeet voor teams |                 |
| 2005 |                   |                             | 11e skeet · skeet voor teams |                 |
| 2006 |                   | geen deelname               | geen deelname                |                 |
| 2007 |                   |                             | 10e skeet · skeet voor teams |                 |
| 2008 | geen deelname     |                             | 8e skeet · skeet voor teams  |                 |
| 2009 |                   |                             | geen deelname                |                 |
| 2010 |                   | 39e skeet                   | 30e skeet                    |                 |
| 2011 |                   |                             | geen deelname                |                 |
| 2012 | geen deelname     |                             | 15e skeet                    |                 |
| 2013 |                   | 6e skeet · skeet voor teams | 22e skeet · skeet voor teams |                 |
| 2014 |                   | 15e skeet                   | 14e skeet · skeet voor teams |                 |
| 2015 |                   | 9e skeet · skeet voor teams | 11e skeet                    | skeet           |
| 2016 | skeet             |                             | 23e skeet                    |                 |

### Wereldbekerzeges
| Datum | Plaats         | Onderdeel |
| ----- | -------------- | --------- |
| 2008  | Suhl           | skeet     |
| 2015  | Al Ain Larnaca | skeet     |

2000: Zemfira Meftachetdinova ·
2004: Diana Igaly ·
2008: Chiara Cainero ·
2012: Kim Rhode ·
2016: Diana Bacosi ·
2020: Amber English ·
2024: Francisca Crovetto